# Sturmgeschütz IV
Le Sturmgeschütz IV (Sd. Kfz. 167) ou StuG IV était un canon d’assaut utilisé par la Wehrmacht au cours de la Seconde Guerre mondiale.

## Développement

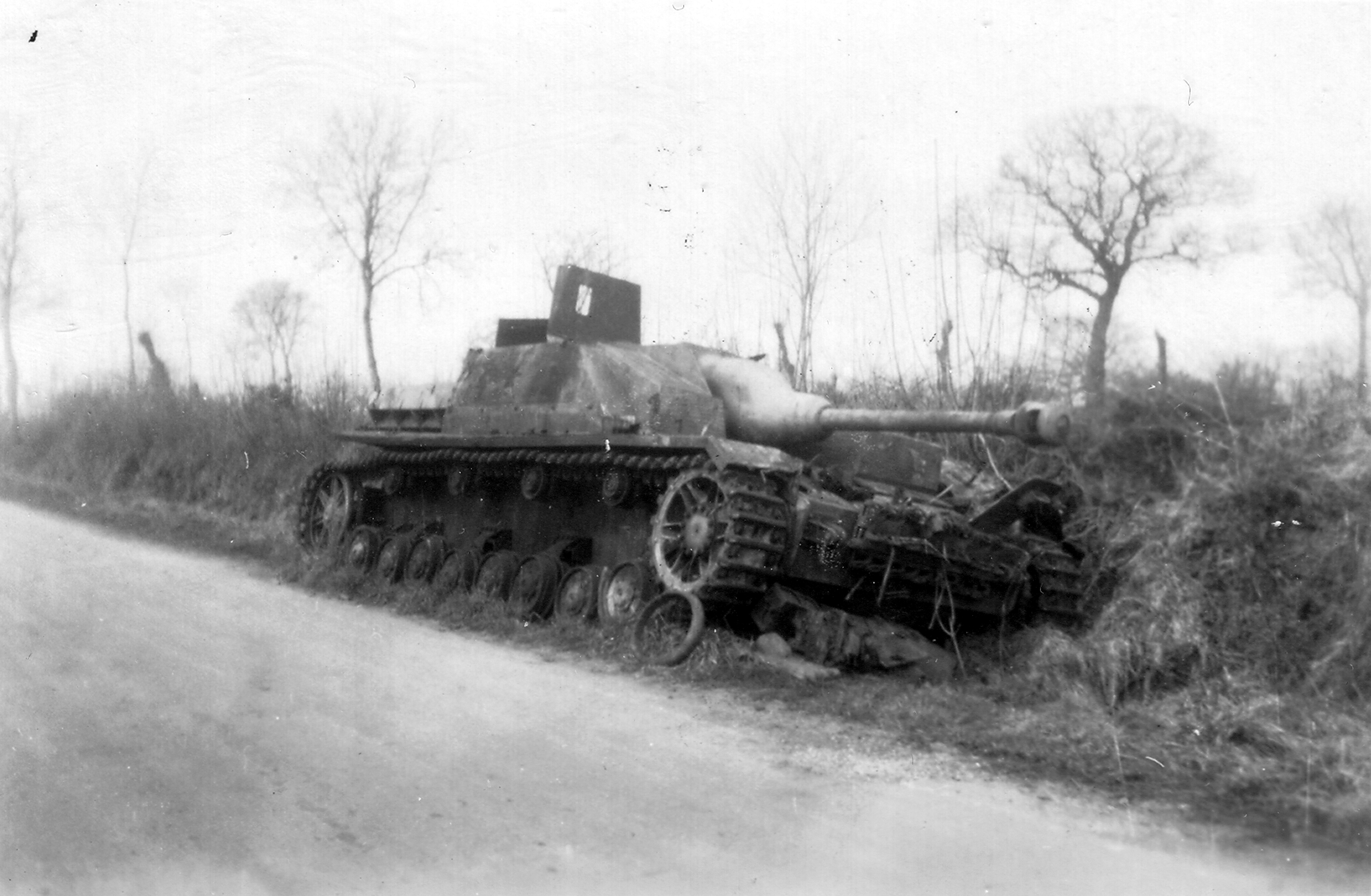
Un StuG IV détruit et abandonné à Lengronne en Normandie, 1944.

En raison d’une demande croissante de canons d’assaut, le StuG IV fut créé au départ de la combinaison d’une superstructure légèrement modifiée d’un Sturmgeschütz III et d’un châssis de Panzerkampfwagen IV. À partir de décembre 1943, environ 1 100 exemplaires furent construits par Krupp. Comme Krupp n’était pas impliqué dans la construction des Panzerkampfwagen III, la société utilisa la coque du Panzer IV.
Le StuG IV se fit une réputation de chasseur de chars très efficace, particulièrement sur le front de l’Est. Il disposait d’un équipage de quatre hommes et fut essentiellement affecté aux divisions d’infanterie.

## Survivants
Il existe actuellement trois exemplaires de StuG IV.
- Pologne.
  - Au Muzeum im. Orła Białego (en) (White Eagle Museum), Un musée militaire situé dans la ville de Skarżysko-Kamienna. Il s'agit d'une restauration de fortune utilisant une coque de StuG IV et diverses pièces de Stug III et de Panzer IV.
  - Au Muzeum Broni Pancernej Centrum Szkolenia Wojsk Lądowych (en) à Poznań. Il est complet et en état de fonctionnement[1].
- Lettonie.
  - En octobre 2011, un StuG IV  a été trouvé dans un marécage dans l'ancienne poche de Courlande et a été restauré par un letton. Ce véhicule sans moteur ni boîte de vitesses, a été mis en vente sur milweb.net à un prix demandé de 425 000 Euros. Il a également été répertorié sur eBay avec un "Buy It Now" (achat immédiat) au prix de 900 000 dollars américains[2].

## Dans la culture populaire
Le Sturmgeschütz IV est jouable dans Company of Heroes,.
Le Sturmgeschütz IV est jouable dans Battlefield V.
Le Sturmgeschütz IV est jouable dans World of Tanks.